# Daisuke Takahashi (football)
Daisuke Takahashi (高橋 大輔, Takahashi Daisuke) est un footballeur japonais né le 18 septembre 1983. Il évolue au poste de milieu de terrain.

## Palmarès
- Vainqueur de la Coupe de la Ligue japonaise en 2008 avec l'Oita Trinita